# Anisia gagatina
Anisia gagatina är en tvåvingeart som beskrevs av Wulp 1890. Anisia gagatina ingår i släktet Anisia och familjen parasitflugor. Inga underarter finns listade i Catalogue of Life.